# Anna Brændemose
Anna Brændemose Østergaard (født 3. august 1993) er en dansk politiker, som var midlertidig stedfortræder i Folketinget for Charlotte Broman Mølbæk som repræsentant for Socialistisk Folkeparti i Østjyllands Storkreds, grundet Mølbæks sygesorlov i 2020.
Brændemose er også tidligere medlem af partiets landsledelse, og tidligere landssekretær for SF Ungdom.